# Zef Çoba
Zef Çoba (ur. 17 lipca 1951 w Szkodrze) – albański muzyk, kompozytor i dyrygent.

## Życiorys
Lekcje muzyki pobierał już we wczesnym dzieciństwie, występując na kilku festiwalach dziecięcych. W 1974 ukończył studia z zakresu dyrygentury w Instytucie Sztuk w Tiranie. W 1980 objął stanowisko kierownika muzycznego w Domu Kultury w Szkodrze. Rok później związał się z Radiem Szkodra, w którym prowadził audycje muzyczne. Równocześnie komponował muzykę do albańskich filmów fabularnych. Obecnie pracuje jako wykładowca dyrygentury i muzyki chóralnej w Akademii Sztuk w Tiranie i jako dyrektor artystyczny chóru Schola Cantorum Dom Mikel Koliqi, działającego w Szkodrze.
Za muzykę do filmu Muri i gjallë otrzymał nagrodę państwową. W 1989 został odznaczony Orderem Naima Frashëriego III kl., a w 2021 tytułem Wielkiego Mistrza (Mjeshter i Madh).

## Muzyka filmowa
- 1979: Radiostacioni
- 1980: Piekło 1943 roku
- 1982: Czerwona Besa
- 1983: Koniec zemsty
- 1985: Odroczone wesele
- 1986: Kiedy otwierają się drzwi życia
- 1988: Waga czasu
- 1988: Shpresa
- 1989: Żywy mur
- 1990: Jaskinia piratów
- 1994: Ostatnia miłość
- 1994: Jeden dzień z życia
- 1996: Vendetta